# Kenta Maeda
;*Major League Baseball
- Nippon Professional Baseball

Kenta Maeda (前田 健太?, Maeda Kenta; Tadaoka, 11 aprile 1988) è un giocatore di baseball giapponese, lanciatore partente per i Minnesota Twins della Major League Baseball (MLB).

## Carriera
Maeda iniziò la carriera nelle leghe giapponesi. Debuttò nella NPB il 5 aprile 2008 con gli Hiroshima Toyo Carp, e rimase con la squadra fino al 2015, fu premiato come lanciatore dell'anno nel 2010 e 2015 e diventò il più giovane giocatore della storia della lega a vincere la Tripla corona. Nel 2013, con la nazionale di baseball del Giappone partecipò al World Baseball Classic.
Il 7 gennaio 2016, Maeda firmò un contratto di otto anni e 25 milioni di dollari con Los Angeles Dodgers, comprendente 10 milioni di dollari l'anno in incentivi. Debuttò nella MLB il 6 aprile 2016, al Petco Park di San Diego contro i San Diego Padres. Nella prima stagione nella MLB ebbe un record di 16-11, con una media PGL di 3.48. Lanciò anche tre gare nei playoff, di cui una sconfitta e due finite senza decisione. A fine anno si classificò terzo nel premio di rookie dell'anno della National League dietro al compagno Corey Seager e a Trea Turner dei Washington Nationals. Nel 2017, i Dodgers giunsero fino al World Series 2017 dove furono sconfitti dagli Houston Astros per quattro gare a tre.
Il 4 febbraio 2020, i Dodgers scambiarono Maeda, assieme al giocatore di minor league Jair Camargo più una somma in denaro, con i Minnesota Twins, per il lanciatore Brusdar Graterol, il giocatore di minor league Luke Raley più la 67ª scelta del draft MLB 2020.

## Palmarès

### NPB
- MVP del NPB All-Star Game: 1

2012 Game 2
- NPB All-Star Game: 5

2010, 2012-2015
- NPB Golden Glove Award: 5

2010, 2012-2015
- Eiji Sawamura Award: 2

2010, 2015
- Best Nine Award: 3

2010, 2013, 2015
- Maggior numero di vittorie nella Central League: 2

2010, 2015
- Migliore media PGL nella Central League: 3

2010, 2012, 2013
- Maggior numero di strikeout nella Central League: 2

2010, 2011
- Triple Crown - 2010

### Nazionale
- World Baseball Classic:  Medaglia di Bronzo

Team Giappone: 2013
- WBSC Premier12:  Medaglia di Bronzo

Team Giappone: 2015

## Statistiche
NPB
| Stagione            | Squadra             | G   | GS  | CG | SHO | W  | L  | SV | HLD | PCT  | BF   | IP     | H    | HR | BB  | IBB | HB | SO   | WP | BK | R   | ER  | ERA  | WHIP |
| ------------------- | ------------------- | --- | --- | -- | --- | -- | -- | -- | --- | ---- | ---- | ------ | ---- | -- | --- | --- | -- | ---- | -- | -- | --- | --- | ---- | ---- |
| 2008                | Hiroshima Toyo Carp | 19  | 18  | 1  | 1   | 9  | 2  | 0  | 0   | .818 | 462  | 109.2  | 103  | 10 | 35  | 1   | 3  | 55   | 0  | 1  | 43  | 39  | 3.20 | 1.26 |
| 2009                | Hiroshima Toyo Carp | 29  | 29  | 3  | 1   | 8  | 14 | 0  | 0   | .364 | 795  | 193.0  | 194  | 22 | 29  | 1   | 3  | 147  | 2  | 0  | 82  | 72  | 3.36 | 1.16 |
| 2010                | Hiroshima Toyo Carp | 28  | 28  | 6  | 2   | 15 | 8  | 0  | 0   | .652 | 848  | 215.2  | 166  | 15 | 46  | 3   | 7  | 174  | 2  | 0  | 55  | 53  | 2.21 | 0.98 |
| 2011                | Hiroshima Toyo Carp | 31  | 31  | 4  | 2   | 10 | 12 | 0  | 0   | .455 | 864  | 216.0  | 178  | 14 | 43  | 0   | 6  | 192  | 4  | 0  | 61  | 59  | 2.46 | 1.02 |
| 2012                | Hiroshima Toyo Carp | 29  | 29  | 5  | 2   | 14 | 7  | 0  | 0   | .667 | 820  | 206.1  | 161  | 6  | 44  | 1   | 9  | 171  | 2  | 0  | 46  | 35  | 1.53 | 0.99 |
| 2013                | Hiroshima Toyo Carp | 26  | 26  | 3  | 1   | 15 | 7  | 0  | 0   | .682 | 690  | 175.2  | 129  | 13 | 40  | 1   | 2  | 158  | 1  | 0  | 46  | 41  | 2.10 | 0.99 |
| 2014                | Hiroshima Toyo Carp | 27  | 26  | 1  | 1   | 11 | 9  | 0  | 0   | .550 | 746  | 187.0  | 164  | 12 | 41  | 1   | 2  | 161  | 4  | 1  | 61  | 54  | 2.60 | 1.10 |
| 2015                | Hiroshima Toyo Carp | 29  | 29  | 5  | 0   | 15 | 8  | 0  | 0   | .652 | 821  | 206.1  | 168  | 5  | 41  | 0   | 6  | 175  | 3  | 0  | 49  | 48  | 2.09 | 1.01 |
| Statistiche：8 anni | Statistiche：8 anni | 218 | 217 | 28 | 10  | 97 | 67 | 0  | 0   | .591 | 6046 | 1509.2 | 1263 | 97 | 319 | 8   | 38 | 1233 | 18 | 2  | 443 | 401 | 2.39 | 1.05 |

Grassetto: leader stagionale della Central League